# Bolborhinum seai
Bolborhinum seai är en skalbaggsart som beskrevs av Martinez 1951. Bolborhinum seai ingår i släktet Bolborhinum och familjen Bolboceratidae. Inga underarter finns listade.